# Sweden (Maine)
Sweden – miasto w Stanach Zjednoczonych, w stanie Maine, w hrabstwie Oxford.